# Niemen (album, 1971)
A Niemen Czesław Niemen 1971-ben megjelent, a Muza által kiadott kétlemezes albuma. Nem hivatalosan szoktak rá "Piros album"-ként (lengyelül: "Czerwony album") is hivatkozni. 
Katalógusszámai: SXL 0710, SXL 0711 (eredeti kiadás, stereo), XL 0710, XL 0711 (eredeti kiadás, mono), XL 0710-P, XL 0711-P (1976-os utánnyomás, mono), SX 0710, SX 0711 (1976-os utánnyomás, stereo)

## Az album dalai

### A oldal
1. Człowiek jam niewdzięczny

### B oldal
1. Aerumnarum Plenus
2. Italiam, Italiam
3. Enigmatyczne impresje

### C oldal
1. Nie jesteś moja
2. Wróć jeszcze dziś
3. Mój pejzaż

### D oldal
1. Sprzedaj mnie wiatrowi
2. Zechcesz mnie, zechcesz
3. Chwila ciszy
4. Muzyko moja

## Közreműködők
- Jacek Mikuła – Hammond orgona
- Tomasz Jaśkiewicz – gitár
- Janusz Zieliński – basszusgitár
- Czesław Bartkowski – dob
- Zbigniew Namysłowski – altszaxofon
- Janusz Stefański – ütős hangszerek
- Czesław Niemen – ének, furulya
- Krystyna Prońko, Zofia Borca, Elżbieta Linkowska – háttérvokál
- Partita együttes – háttérvokál